# Pseudanthias squamipinnis
Pseudanthias squamipinnis (Peters, 1855) è un pesce d'acqua salata appartenente alla famiglia Serranidae.